# Saint-Martin-de-Jussac
 Saint-Martin-de-Jussac é uma comuna francesa na região administrativa da Nova Aquitânia, no departamento de Alto Vienne. Estende-se por uma área de 14,40 km². Em 2010 a comuna tinha 576 habitantes (densidade: 40 hab./km²).